# Bugning

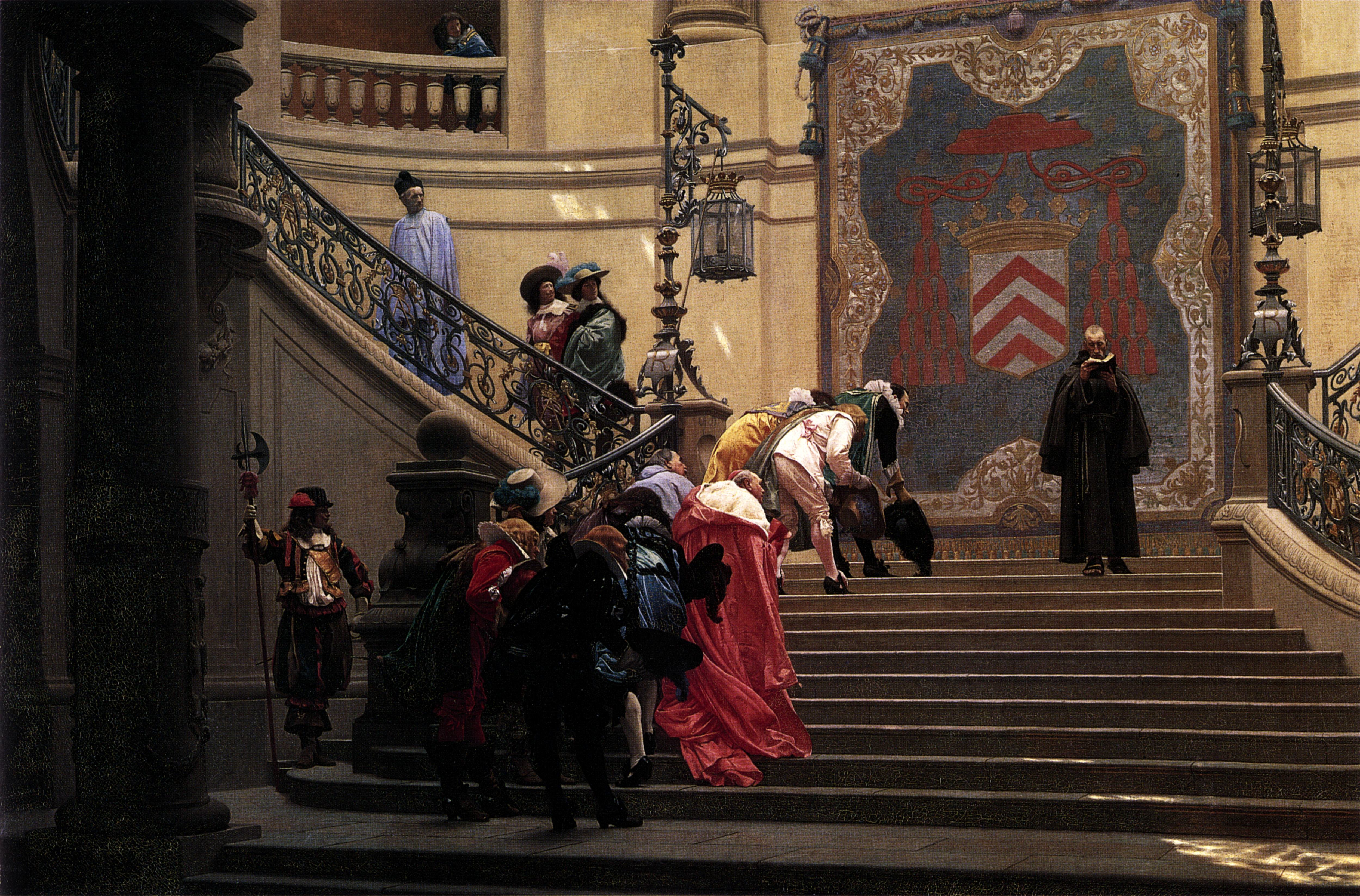
Franska aristokrater bugar för den "Grå eminensen", François Leclerc du Tremblay (1873).

En bugning är en traditionell hälsningsgest, där en person med raka ben böjer överkroppen och ibland även huvudet. 
Inom exempelvis många östasiatiska kulturer har bugningen bland såväl män som kvinnor alltid varit förekommande. I västerlandet förekom bugningen traditionellt endast bland män och pojkar, medan den kvinnliga motsvarigheten är en nigning.